# As Pupilas do Senhor Reitor (1924)
As Pupilas do Senhor Reitor é um filme mudo e a preto e branco português de 1924, realizado por Maurice Mariaud. Baseado no romance de Júlio Dinis, As Pupilas do Senhor Reitor, o filme foi produzido pela Caldevilla Film e distribuído pela Castello Lopes.
A filmagem de interiores realizou-se na abegoaria da Quinta das Conchas, em Lisboa, e a de exteriores em Vouzela. Teve as suas estreias a 26 de Junho de 1924 no Jardim Passos Manuel, no Porto, e a 6 de Fevereiro de 1925 no Cinema Condes, em Lisboa, tendo sido atrasada a estreia na capital portuguesa devido à "suspensão" da Caldevilla Film, após a demissão do cargo de administrador-gerente por Raul de Caldevilla.
Posteriormente, foram realizados vários remakes do conto de Júlio Dinis, tais como As Pupilas do Senhor Reitor (1935), de Leitão Barros, ou As Pupilas do Senhor Reitor (1961), de Perdigão Queiroga.

## Elenco
- Maria de Oliveira, como Clara
- Maria Helena, como Margarida
- Arthur Duarte, como Daniel
- Vasco de Gondomar, como Pedro
- Antónia de Sousa, como Teresa
- Ricardina Maia, como Francisca
- Eduardo Brazão, como Reitor
- Augusto de Melo, como João Semana
- Duarte Silva, como João da Esquina
- Manuel dos Santos Oliveira, como José das Dornas
- Leonel Castelo-Branco, como Daniel (jovem)
- Alberto Castro Neves
- António Duarte
- Eduardo Brazão Filho
- Joaquim Costa
- Júlio Rodrigues
- Maria Augusta
- Petra Bueno